# 효문태후
효문태후 박씨(孝文太后 薄氏, 246 bc~ 기원전 155년)는 전한 고제 유방의 후궁 중 하나로 5대 황제인 전한 문제의 생모다.
박희의 어머니 위씨는 전국 시대 위(魏)나라의 왕족으로 위나라가 멸망한 뒤 오 사람과 사통하여 박희를 낳았다. 아버지는 회계군 산음현(대략 현재의 사오싱 시)에서 죽었다.
위나라를 재건해 왕이 된 위표의 후궁이 되었다. 당시에는 서초패왕 항우와 한왕 유방이 형양에서 대치하고 승패가 나지 않았는데, 관상쟁이로 유명한 허부에게서 천자를 낳을 것이란 예언을 받았다. 위표는 원래 한왕 측에 붙어서 팽성 대전에서도 종군했으나, 이 말을 듣고 기뻐해 한을 배반하고 중립에 서며 항우 쪽으로 돌아섰다. 위표가 한신 · 조참 · 관영에게 패하여 나라를 잃고 포로가 되면서, 박희는 한의 직조실에 들어갔다. 한왕 4년(기원전 203년)에 위표가 죽은 후 한왕은 직조실에 들어갔다가 박희를 보고 후궁으로 들였지만, 해가 지나도록 관계를 맺지 않았다.
박희는 관부인, 조자아와 함께 “먼저 귀해지고서 서로 잊지 말자!”고 맹약했었다. 한왕 4년, 한왕이 하남의 성고대에 앉아서 이 두 후궁을 끼고 있었는데, 둘이서 박희와 함께 맹약한 것을 가지고 웃다가 그것을 보고 의아하게 여긴 한왕에게 이 사실을 알렸다. 이를 듣고 처연하다고 여긴 한왕의 부름을 받아 단 한 번 잠자리를 함께 했다. 박희는 유항(후의 문제)을 낳았고, 이후로는 거의 남편을 보지 못했다.
아들은 8세에 대왕(代王)으로 봉해졌다. 고제가 죽고 고황후가 고제의 총애를 받은 첩들에게 노해 모두 궁에 유폐하고 나오지 못하게 했으나, 박희는 고제와 거의 만나지 못했기 때문에 유폐하지 않고 대나라로 내보내 대나라의 왕태후로 삼았다. 기원전 180년에 여씨 일족이 주발, 진평, 유장 등의 쿠데타로 몰락하고 아들이 황제로 옹립되면서 황태후가 되어 장안으로 돌아간다.
황태후가 된 이후에도 권력에 전혀 관심이 없고 주변 국가들간의 평화를 중시해서 주위의 존경을 받았다고 한다.